# Roger Hynd
John Roger Shankly Hynd (* 2. Februar 1942 in Falkirk; † 18. Februar 2017 in Glasgow) war ein schottischer Fußballspieler.

## Karriere
Hynd, Neffe von Bill Shankly, gehörte während seiner Zeit an der Grammar School in Lanark der Schulmannschaft an, mit der er 1959 seinen ersten und einzigen Scottish Secondary Schools’ Football Shield gewann. Nachdem er mit Abschluss das Gymnasium 19-jährig verlassen hatte, schloss er sich der Nachwuchsmannschaft der Glasgow Rangers an, aus der er zwei Jahre später in die Erste Mannschaft aufrückte.
Für diese spielte er von 1963 bis 1969 in der Scottish Football League Division One, der höchsten Spielklasse im schottischen Fußball. Während seiner Vereinszugehörigkeit gewann er einmal die Meisterschaft, je zweimal den Vereins- und Ligapokal; international gelangte er 1967 ins Finale um den Europapokal der Pokalsieger, wobei er im Halbfinale zuvor – beim 1:0-Sieg im Rückspiel gegen Slawia Sofia am 3. Mai 1967 – sein Debüt in diesem Wettbewerb gegeben hatte. Im Finale gegen den FC Bayern München am 31. Mai 1967 in Nürnberg erzielte er in der regulären Spielzeit ein Tor, dass jedoch nicht gewertet wurde, da er sich Torhüter Sepp Maier zuvor regelwidrig verhalten hatte; in der Verlängerung gelang den Bayern der 1:0-Siegtreffer durch Franz Roth in der 108. Minute. International kam er bereits im Wettbewerb um den Europapokal der Landesmeister 1964/65 mit dem Vorrundenhinspiel gegen Roter Stern Belgrad und im Viertelfinalrückspiel gegen Inter Mailand zum Einsatz. Im Wettbewerb um den Messestädte-Pokal 1968/69 bestritt er zudem mit dem Erstrunden-Hin- und Rückspiel gegen den FK Vojvodina und dem Zweitrundenrückspiel gegen den Dundalk FC drei Spiele.
In der Saison 1969/70 spielte für den englischen Erstligisten Chrystal Palace, der als Neuling die Spielklasse halten konnte; in 30 von 42 Punktspielen hatte er dazu beigetragen. Von 1970 bis 1972 bestritt er 82 Punktspiele für Birmingham City in der Football League Second Division, in denen er ein Tor erzielte. Sein Debüt gab er am 15. August 1970 (1. Spieltag) beim 2:1-Sieg im Heimspiel gegen die Queens Park Rangers. Als Zweitplatzierter mit einem Punkt Abstand zu Norwich City stieg er mit seiner Mannschaft am Ende der Folgesaison auf. In den folgenden drei Erstligasaisons bestritt er 88 Punktspiele, in denen er drei Tore erzielte.
Für die Rückrunde der Saison 1974/75 wurde er über ein Leihgeschäft an den Zweitligisten Oxford United abgegeben, für den er jedoch nur fünf Punktspiele bestritt, bevor er im Dezember 1975 zum unterklassigen Walsall FC wechselte und mit Saisonende 1977/78 seine Spielerkarriere beendete. Anschließend folgte er Willie McLean als Trainer des FC Motherwell in der Saison 1978/79; danach verließ er den Verein und strebte eine Ausbildung zum Sportlehrer an.

## Erfolge
- Finalist Europapokal der Pokalsieger 1967
- Schottischer Meister 1964
- Schottischer Pokal-Sieger 1964, 1966
- Schottischer Ligapokal-Sieger 1964, 1965

## Auszeichnungen
- Aufnahme in die Birmingham City Hall of Fame im Jahr 2012